# Ann Petry
Ann Petry (* 12. Oktober 1908 in Old Saybrook, Connecticut; † 28. April 1997 ebenda) war eine US-amerikanische Schriftstellerin, deren Werk der so genannten afroamerikanischen Literatur zuzurechnen ist. Mit ihrem Debüt "The Street" veröffentlichte sie 1946 den ersten Roman einer Afroamerikanerin.

## Leben
Ann Petry wurde als Ann Lane in Old Saybrook, Connecticut, geboren, wo ihre Familie für viele Jahre die einzige schwarze Familie des gesamten Ortes war und bleiben sollte, was die besonders privilegierte Stellung im Vergleich mit der übrigen schwarzen Bevölkerung in den Südstaaten oder den Großstädten des Nordens unterstreicht. Ihre Familie, ebenso wie die Generationen vor Ann, waren erfolgreiche Apotheker – ihr Vater erhielt seine Lizenz 1880, ebenso ihre Tante Anna Louise James und ein Onkel. So wuchs Ann recht behütet auf, da sie weder Rassen- noch Geschlechterdiskriminierung erfuhr und ihre Familie recht wohlhabend war.
Zunächst folgte Ann Petry der Familientradition und schloss 1931 erfolgreich ihr Studium an der pharmazeutischen Fakultät der University of Connecticut ab. Danach arbeitete sie etwa sieben Jahre in den Apotheken der Familie. Allerdings zeigte sie schon damals schriftstellerische Ambitionen. 1938 heiratete sie und zog nach New York, wo sie zum ersten Mal mit der Armut und Gewalt der schwarzen Bevölkerung und deren Ausbeutung im Zuge der Großen Depression konfrontiert war. Sie arbeitete für zwei Zeitungen in Harlem, Amsterdam News und People’s Voice. Um diese Erfahrungen auch in literarischer Form präsentieren zu können, besuchte Petry Kurse an der Columbia University. In den 1940er-Jahren erschienen ihre ersten Geschichten in verschiedenen Zeitschriften und auch ihre ersten Romane. Gleich ihr Debüt 1946 The Street wurde ein US-amerikanischer Bestseller, der sich 1,5 Millionen Mal verkaufte und Preise erhielt. 1948 kehrte sie nach Connecticut zurück, wo sie eine Familie gründete, mit Jugendlichen arbeitete und weiter Bücher schrieb.

## Literarisches Werk
Petrys erster Roman, The Street, wurde 1946 veröffentlicht, handelt von einer alleinerziehenden Mutter und spielt in Harlem. Darin kämpft die Hauptdarstellerin um akzeptable Lebensbedingungen für sich und ihren Sohn, scheitert jedoch an korrupten Strukturen, die sich in einer prekär lebenden Community entwickelt haben. Der zweite Roman, Country Place, kam 1947 heraus. In ihm zeichnet Petry das Milieu in einer fiktiven Kleinstadt in Neuengland am Ende des Zweiten Weltkriegs, das von Rassismus, Klassenunterschieden, Vorurteilen, Klatsch und enttäuschten Erwartungen geprägt ist. Petrys dritter Roman aus dem Jahr 1953,The Narrows, beleuchtet eine Beziehung eines afroamerikanischen Mannes mit einer verheirateten weißen Frau und die Reaktion der Gesellschaft darauf, wobei Petry wieder den alltäglichen Rassismus und die Klassenschranken differenziert beschreibt.
Ann Petry wurde in die Anthologie Daughters of Africa aufgenommen, die 1992 von Margaret Busby in London und New York herausgegeben wurde.

## Werke (Auswahl)
- Country Place. Chatham Books, Chatham, N.J. 1971 (Nachdr. d. Ausg. Boston, Mass. 1947).
  - deutsch: Country Place. Roman. Neuübersetzung von Pieke Biermann, Nagel & Kimche, München 2021, ISBN 978-3-312-01223-7.
- Harriet Tubman. Conductor on the underground railroad. 8. Aufl. Pocket Books, New York 1975, ISBN 0-671-50442-8 (früherer Titel: The girl named Moses).
  - Harriet Tubman. Fluchthelferin bei der Underground Railroad. Aus der Sklaverei in die Freiheit. Übersetzung Uda Strätling. Nagel & Kimche, München 2022, ISBN 978-3-7556-0004-6
- Link und Camilo („The Narrows“). Propyläen-Verlag, Berlin 1956.
  - The Narrows. Roman. Neuübersetzung von Pieke Biermann, Nagel & Kimche, München 2022, ISBN 978-3-7556-0016-9.
- Miss Muriel and Other Stories Beacon Press, Boston, Mass. 1995, ISBN 0-8070-8311-9 (Nachdr. d. Ausg. Boston, Mass. 1971).
- Die Straße. Roman („The Street“). Ullstein, Frankfurt/M. 1982, ISBN 3-548-30130-4 (Die Frau in der Literatur). Neuübersetzung von Uda Strätling, Nagel & Kimche, München 2020, ISBN 978-3-312-01160-5.
- Titubo of Salem village. Crowell Publ., New York 1964.